# Saint-Martin-d'Arcé
Saint-Martin-d'Arcé és un municipi delegat francès, situat al departament de Maine i Loira i a la regió de País del Loira. L'any 2007 tenia 747 habitants.
L'1 de gener de 2013, Saint-Martin-d'Arcé es va fusionar amb altres quatre municipis (Baugé, Montpollin, Pontigné i e Vieil-Baugé) i conformen el municipi nou Baugé-en-Anjou.

## Demografia

### Població
El 2007 la població de fet de Saint-Martin-d'Arcé era de 747 persones. Hi havia 259 famílies de les quals 36 eren unipersonals (24 homes vivint sols i 12 dones vivint soles), 93 parelles sense fills, 126 parelles amb fills i 4 famílies monoparentals amb fills.
La població ha evolucionat segons el següent gràfic:
Habitants censats

### Habitatges
El 2007 hi havia 283 habitatges, 265 eren l'habitatge principal de la família, 10 eren segones residències i 8 estaven desocupats. Tots els 281 habitatges eren cases. Dels 265 habitatges principals, 210 estaven ocupats pels seus propietaris, 54 estaven llogats i ocupats pels llogaters i 1 estava cedit a títol gratuït; 3 tenien una cambra, 5 en tenien dues, 17 en tenien tres, 71 en tenien quatre i 168 en tenien cinc o més. 215 habitatges disposaven pel capbaix d'una plaça de pàrquing. A 104 habitatges hi havia un automòbil i a 153 n'hi havia dos o més.

### Piràmide de població
La piràmide de població per edats i sexe el 2009 era:
| Homes | Edats   | Dones |
| ----- | ------- | ----- |
| 0     | 95 o +  | 0     |
| 0     | 90 a 94 | 0     |
| 0     | 85 a 89 | 0     |
| 0     | 80 a 84 | 0     |
| 8     | 75 a 79 | 8     |
| 8     | 70 a 74 | 12    |
| 8     | 65 a 69 | 8     |
| 16    | 60 a 64 | 4     |
| 16    | 55 a 59 | 24    |
| 20    | 50 a 54 | 20    |
| 16    | 45 a 49 | 24    |
| 28    | 40 a 44 | 24    |
| 36    | 35 a 39 | 40    |
| 24    | 30 a 34 | 32    |
| 20    | 25 a 29 | 16    |
| 28    | 20 a 24 | 8     |
| 36    | 15 a 19 | 20    |
| 16    | 10 a 14 | 32    |
| 28    | 5 a 9   | 28    |
| 44    | 0 a 4   | 16    |

## Economia
El 2007 la població en edat de treballar era de 473 persones, 372 eren actives i 101 eren inactives. De les 372 persones actives 357 estaven ocupades (187 homes i 170 dones) i 15 estaven aturades (8 homes i 7 dones). De les 101 persones inactives 50 estaven jubilades, 30 estaven estudiant i 21 estaven classificades com a «altres inactius».

### Ingressos
El 2009 a Saint-Martin-d'Arcé hi havia 279 unitats fiscals que integraven 793,5 persones, la mediana anual d'ingressos fiscals per persona era de 17.761 €.

### Activitats econòmiques
Dels 18 establiments que hi havia el 2007, 1 era d'una empresa alimentària, 8 d'empreses de construcció, 3 d'empreses de comerç i reparació d'automòbils, 2 d'empreses de transport, 1 d'una empresa financera, 2 d'empreses de serveis i 1 d'una empresa classificada com a «altres activitats de serveis».
Dels 8 establiments de servei als particulars que hi havia el 2009, 2 eren paletes, 2 guixaires pintors, 3 electricistes i 1 agència immobiliària.
L'únic establiment comercial que hi havia el 2009 era una fleca.
L'any 2000 a Saint-Martin-d'Arcé hi havia 10 explotacions agrícoles que ocupaven un total de 456 hectàrees.

## Equipaments sanitaris i escolars
El 2009 hi havia una escola elemental.

## Poblacions més properes
El següent diagrama mostra les poblacions més properes.